# Juan Justo García
Juan Justo García (Zafra, Badajoz, 1752 - Salamanca, 1830), matemático y lógico español de la Ilustración.

## Biografía
Del estado eclesiástico, recibió los grados de Bachiller en Teología (11 de diciembre de 1772) y en Artes (16 de agosto de 1773) en Salamanca, pero no consta que asistiera a clase de Matemáticas, por lo que puede conjeturársele una formación autodidacta. Fue alumno becario, quizá de lengua hebrea, del Colegio Trilingüe de Salamanca. 
A los 19 años oposita a la cátedra de los Reales Estudios de San Isidro. En 1773, con 21 años, demostró saber las Matemáticas mejor que sus cuatro contrincantes, todos ellos de mayor edad que él, en la oposición a la cátedra de Álgebra de la Universidad de Salamanca; oposición tan accidentada, que acabó en enfrentamiento entre la Universidad salmantina y el Consejo de Su Majestad, apelando la propia Universidad al rey Carlos III, quien dictaminó que se nombrase a Juan Justo García catedrático de Álgebra de la mencionada Universidad. 
Fue diputado liberal en las Cortes de 1820-1821 por Extremadura. Con su colega Miguel Martel publicó las Homilías de Jerónimo Bautista Lanuza. Sostuvo correspondencia con un filósofo de la segunda ilustración, el ideólogo Destutt de Tracy, de quien tradujo un Compendio de ideología (1821), y cuyo sensualismo profesó. 
Tardó ocho años en escribir sus Elementos de Aritmética, Álgebra y Geometría (1780) que es, pese a su título, no una versión adaptada del texto de Euclides, aunque se estudia en ella la mayoría de las cuestiones que se tratan en los Elementos, sino un tratado íntegro de matemáticas que añade además Trigonometría, Geometría Analítica, Cálculo diferencial e integral, series, sumas de series, cuadraturas y cubaturas. Sigue a Leibniz, Euler, Picard, de la Hire, l'Hôpital, Napier, Cramer y Benito Bails. Comienza esta obra con un resumen histórico del progreso y estado actual de las Matemáticas puras. Confiesa en un prólogo que antes de escribir su libro procuró adquirir y enterarse de las más selectas y recientes obras de Matemática que pudieron llegar a su noticia, las cuales leyó, meditó y extractó. El libro se estructura en cuatro bloques: Aritmética, Álgebra, Geometría y Cálculo infinitesimal. En este último bloque, el más original para su época, incluye series y consideraciones con logaritmos y cómo deducirlos a partir de las series. Con una honradez, no muy al uso entonces, cita a diversos autores de los que toma entre otras cosas los ejemplos.
Se le considera el primer matemático universitario español en el sentido moderno y el introductor en España del Cálculo Diferencial e Integral. Una Real Cédula de 1807 que suprimía las Universidades de Osma, Oñate, Toledo, Baeza y Osuna, dispuso que en las demás universidades se llevase como texto único para los elementos de Aritmética, Álgebra y Geometría, y para la aplicación del Álgebra a la Geometría los libros de este matemático.

## Obras
- Elementos de Aritmética, Álgebra y Geometría (Madrid, 1782; 2ª edición Salamanca 1794; 3ª en Salamanca en 1801, dos tomos; 4ª edición Salamanca, 1815; 5ª ed., 1821-22)
- Resumen histórico del origen, progresos y estado actual de las Matemáticas puras, publicado junto con la anterior.
- Principios de Aritmética y Geometría sacados de los Elementos de Aritmética Álgebra y Geometría, y acomodados por el mismo autor a la instrucción de la juventud en las primeras Escuelas, 1814.
- Nuevos elementos de Geografía general, astronómica, física y política (Salamanca,1818-19) 2 volúmenes.
- Elementos de verdadera Lógica extractados de los Elementos de Ideología de Destutt-Tracy, 1821.